# Dienstplan

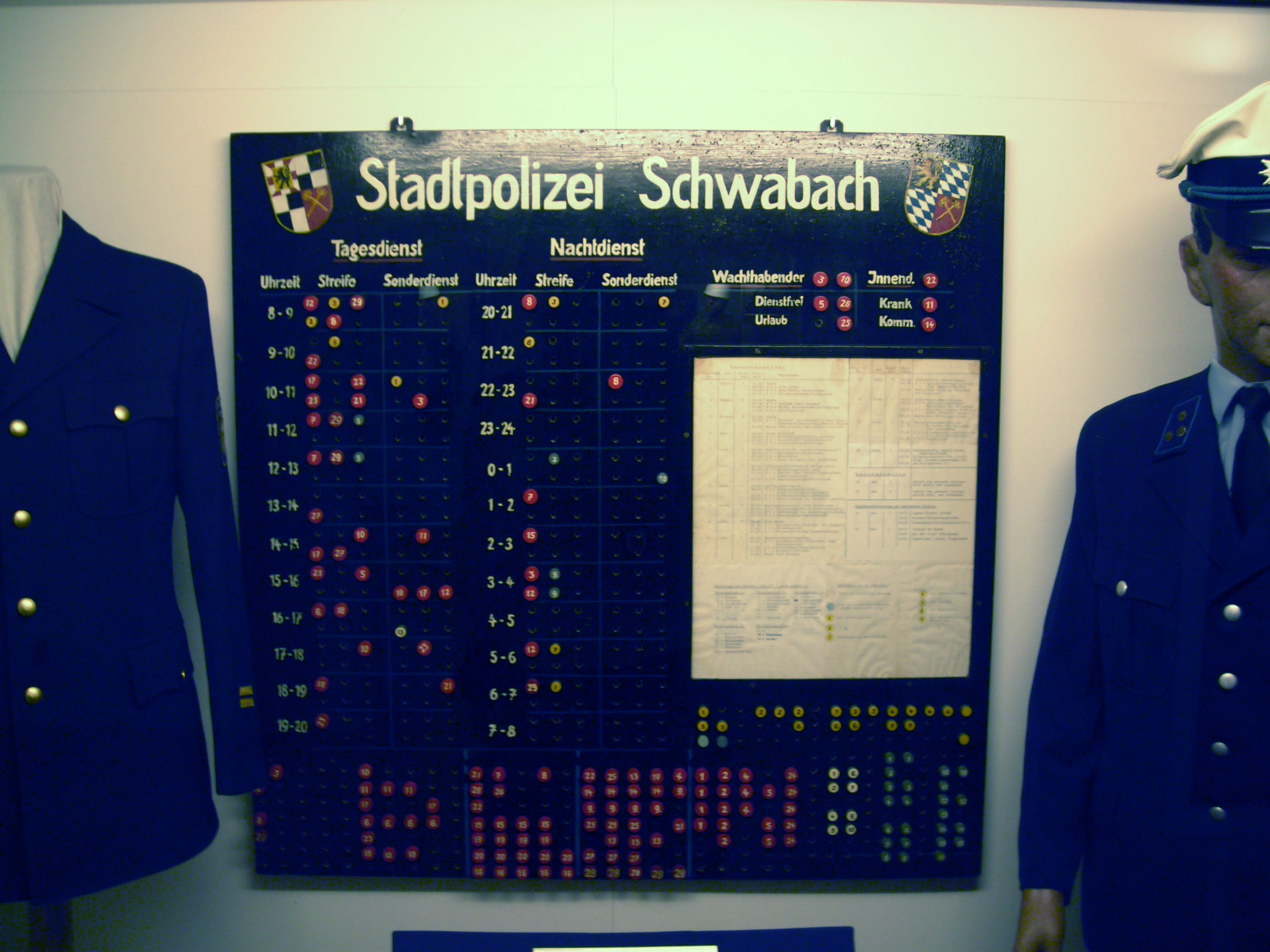
Dienstplan als Tafel

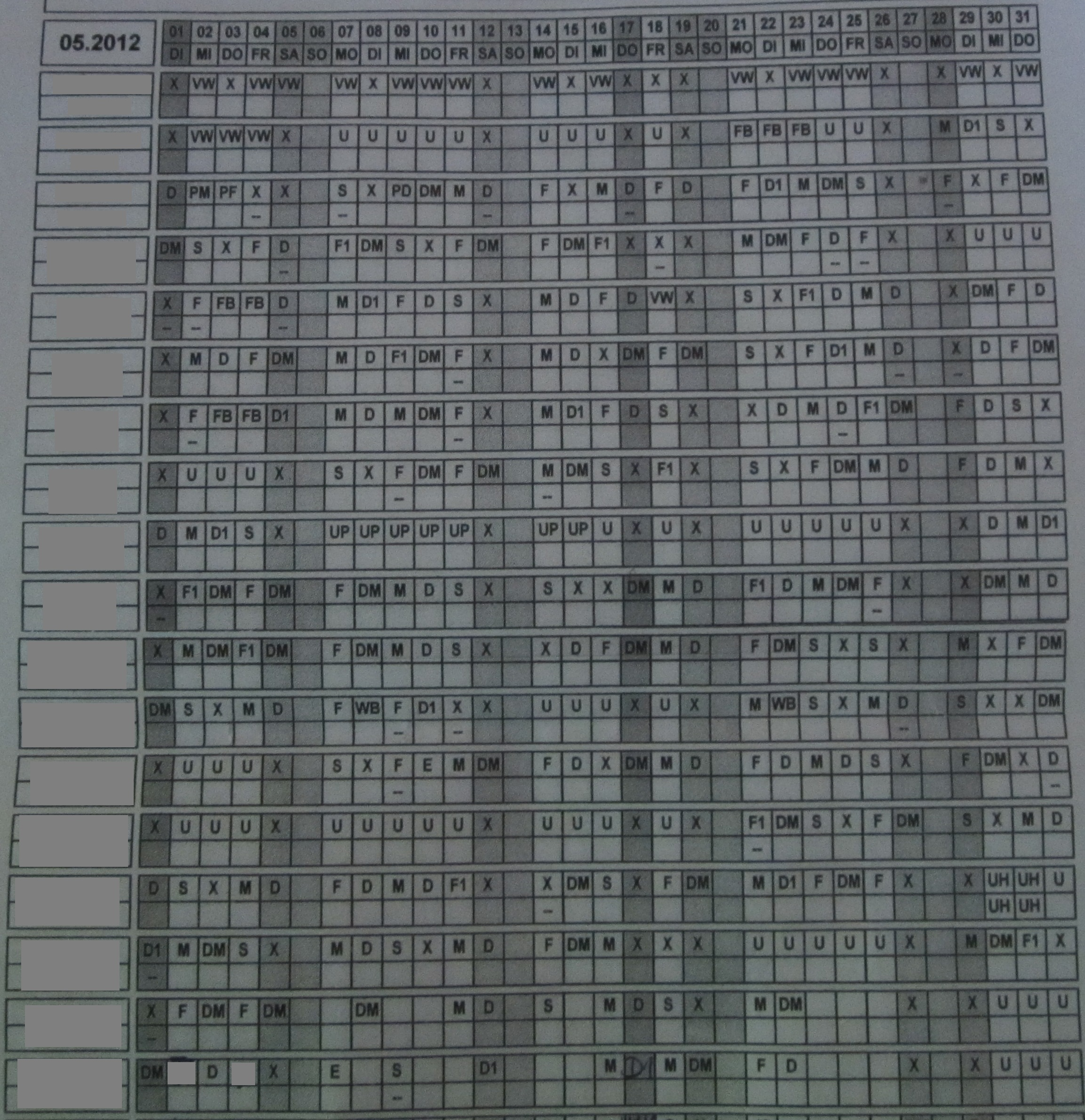
Dienstplan

Der Dienstplan ist ein Instrument der Personaleinsatzplanung in Betrieben und Unternehmen. Er soll sicherstellen, dass der mittels des Einsatzes von Arbeitskräften verfolgte Zweck erreicht wird und die Zweckerreichung den Qualitätsanforderungen entspricht.
Ausgehend von einem bestimmten quantitativen und qualitativen Personalbedarf werden in dem Dienstplan für eine bestimmte organisatorische Einheit der Beginn und das Ende der Arbeitszeiten sowie der Pausen für das einzusetzende Personal festgelegt und bestimmt, welche Arbeitnehmer zu den festgelegten Zeiten eingesetzt werden sollen.
In Rahmendienstplänen werden bestimmte allgemeine, abstrakte Kriterien geplant, während in einzelnen Dienstplänen die konkrete Einsatzplanung zum Beispiel für einen Wochen- oder Monatszeitraum erfolgt.
Der Arbeitgeber übt durch die Dienstplanerstellung sein Weisungsrecht nach § 106  Satz 1 GewO bezüglich der Lage der Arbeitszeit aus, indem er konkretisiert, wann der Arbeitnehmer die von ihm geschuldete Arbeitsleistung zu erbringen hat. Der Dienstplan ist unter Beachtung zwingender normativer Bestimmungen nach billigem Ermessen zu erstellen. Das verlangt eine Abwägung der wechselseitigen Interessen von Arbeitgeber und Arbeitnehmer.
Bei der Dienstplangestaltung sind die Mitbestimmungsrechte des Betriebsrats oder entsprechender betrieblicher Arbeitnehmervertretungsorgane zu beachten.

## Rahmendienstplan
Oft werden in einem Rahmendienstplan allgemeine und abstrakte Kriterien festgelegt, die bei Erstellung der einzelnen Dienstpläne aufgrund rechtlicher Bestimmungen oder aufgrund einer Grundsatzentscheidung verbindlich zu beachten sind.   Durch das in dem Rahmendienstplan vorgegebene Schema wird die Erstellung der einzelnen Dienstpläne erleichtert.
In einem Rahmendienstplan werden beispielsweise folgende Kriterien festgesetzt: Die Festsetzung von Schichtarbeit, die zu erbringenden Arbeitszeiten an einzelnen Wochentagen, die zu berücksichtigenden gesetzlichen oder vertraglichen Erfordernisse (z. B. Pausenzeiten), die betrieblichen oder arbeitsvertraglichen Gegebenheiten wie Schichtlänge und -zeiten oder die individuell zu genehmigenden Urlaubsansprüche der Mitarbeitenden.

## Rechtliche Vorgaben
Bei der Erstellung des Dienstplans sind sowohl öffentlich-rechtliche Bestimmungen, vor allem das Arbeitszeitgesetz, als auch privatrechtliche Bestimmungen, wie Tarifverträge, Betriebs- oder Dienstvereinbarungen oder Arbeitsverträge zu beachten.

### Arbeitszeitgesetz (ArbZG)
Die Bestimmungen des ArbZG sind für Arbeitgeber und Arbeitnehmer (Arbeiter, Angestellte, Auszubildende und Beschäftigte) verbindlich. Das ArbZG dient dem Gesundheitsschutz der Arbeitnehmer, indem es bestimmte Mindeststandards festlegt. Innerhalb des gesetzlichen Rahmens können die Arbeitszeiten flexibel gestaltet werden. Für den Arbeitnehmer günstigere Regelungen sind natürlich zulässig. Teilweise enthalten Tarifverträge oder Betriebsvereinbarungen aufgrund von Öffnungsklauseln im ArbZG von diesem Gesetz abweichende und dem Gesetz vorgehende Regelungen.

#### Werktägliche Höchstarbeitszeit (§ 3 ArbZG)
Die werktägliche Arbeitszeit darf acht Stunden nicht überschreiten. Sie kann jedoch auf zehn Stunden verlängert werden, wenn innerhalb von sechs Kalendermonaten oder innerhalb von 24 Wochen im Durchschnitt acht Stunden Arbeitszeit pro Werktag nicht überschritten werden.
Der Begriff „Arbeitszeit“ bezeichnet laut Arbeitszeitgesetz die Zeit vom Beginn bis zum Ende der Beschäftigung ohne Ruhepausen. Pausen sind also keine Arbeitszeiten, wohl aber Zeiten der Arbeitsbereitschaft und des Bereitschaftsdienstes in der Form der Anwesenheitsbereitschaft. Diese Bereitschaftszeiten sind bei der Einhaltung der Höchstarbeitszeiten mitzuzählen, nicht dagegen die Zeiten einer Rufbereitschaft.

#### Ruhepausen (§ 4 ArbZG)
Bei einer Arbeitszeit von bis zu sechs Stunden muss keine Pause gewährt werden. Zwischen sechs und neun Stunden Dauer der Arbeitszeit ist eine Pause von 30 Minuten einzuräumen. Bei einer Arbeitszeit von mehr als neun Stunden beträgt die Ruhepause 45 Minuten. Die vorgeschriebene Gesamtpausenzeit darf in einzelne Zeitabschnitte von mindestens 15-minütiger Dauer unterteilt werden. Spätestens nach einer sechsstündigen Arbeit muss eine Pause gewährt werden. Die Pause darf nicht an den Anfang oder das Ende der Arbeitszeit gelegt werden.
Pausen sind keine Arbeitszeit. Die Pausenzeit muss im Voraus, spätestens am Beginn der täglichen Arbeitszeit feststehen. Während der Pause muss der Arbeitnehmer seinen Arbeitsplatz und auch das Betriebsgelände verlassen dürfen. Eine Pausenregelung genügt dann nicht den gesetzlichen Anforderungen, wenn den Arbeitnehmern zwar gestattet wird, Pausen zu nehmen, dies ihnen aber aus tatsächlichen oder rechtlichen Gründen unmöglich ist (BAG vom 23. September 1992 – 4 AZR 562/91). In die Pause darf keine Bereitschaft angeordnet werden. Es besteht in der Regel kein Anspruch auf Vergütung der Pausenzeit.

#### Ruhezeiten (§ 5 ArbZG)
Nach Beendigung der täglichen Arbeitszeit muss eine ununterbrochene Ruhezeit von mindestens elf Stunden eingehalten werden. In Pflegeeinrichtungen kann diese Ruhezeit um eine Stunde auf zehn Stunden verkürzt werden, wenn jede Verkürzung der Ruhezeit innerhalb eines Kalendermonats oder innerhalb von 4 Wochen durch Verlängerung einer anderen Ruhezeit auf mindestens 12 Stunden ausgeglichen wird.
Arbeitsbereitschaft und Bereitschaftsdienst sind nicht geeignet, die vorgeschriebene Ruhezeit zu erfüllen. Jedoch kann Rufbereitschaft angeordnet werden. Während der Rufbereitschaftszeit darf der Arbeitnehmer bis zu einer Dauer der Hälfte der Ruhezeit in Anspruch genommen werden, wenn ihm dafür zu einer anderen Zeit eine entsprechende Ruhezeit eingeräumt wird. Dauert die Inanspruchnahme mehr als die Hälfte der Ruhezeit, so ist dem Arbeitnehmer unmittelbar im Anschluss eine vollständige (mindestens zehnstündige) Ruhezeit zu gewähren.

#### Nachtarbeit (§ 6 ArbZG)
Nachtarbeit ist jede Arbeit, die mindestens zwei Stunden während der gesetzlichen Nachtzeit zwischen 23:00 Uhr und 6:00 Uhr geleistet (§ 2 Abs. 3 und 4 ArbZG) wird. Beschäftigte, die entweder Nachtarbeit im Rahmen von Wechselschichten zu leisten haben oder die an mindestens 48 Tagen im Kalenderjahr Nachtarbeit erbringen, sind so genannte „Nachtarbeitnehmer“ (§ 2 Abs. 5 ArbZG).
Bei Nachtarbeitnehmern beträgt der Ausgleichszeitraum, innerhalb dessen eine durchschnittliche werktägliche Arbeitszeit von acht Stunden nicht überschritten werden darf, nicht sechs, sondern nur einen Monat bzw. vier statt 24 Wochen. Das gilt aber nur für Zeiten, in denen sie Nachtarbeit leisten.

### Gesetzliche Bestimmungen für besondere Personengruppen
Ausnahmeregelungen zu obigen Sachverhalten gelten für Jugendliche, geregelt im Jugendarbeitsschutzgesetz (JArbSchG), und für werdende und stillende Mütter, geregelt im Mutterschutzgesetz (MuSchG).
Weitere Ausnahmen gelten für Zivildienstleistende nach dem Zivildienstgesetz (ZDG) und für schwerbehinderte Menschen nach dem SGB IX (früher SchwbG).

### Privatrechtliche Bestimmungen
Oft sind Tarifverträge zu beachten, die verbindliche Vorgaben für die Gestaltung der Arbeitszeit enthalten, etwa die Dauer der Tagesarbeitszeit oder der Wochenarbeitszeit, aber auch Regeln für eine Flexibilisierung der Arbeitszeit. Andere tarifvertragliche Bestimmungen können einen indirekten Einfluss auf die Arbeitszeitgestaltung haben, zum Beispiel die Verpflichtung zur Zahlung von Zeitzuschlägen für Überstunden, Nachtarbeit oder Arbeit an Sonntagen.
Eine Betriebs- oder Dienstvereinbarung kann ähnliche Regeln wie ein Tarifvertrag enthalten, aber auch sonst einen verbindlichen Rahmen für die Gestaltung der Dienstpläne enthalten.
Dasselbe gilt auf individualrechtlicher Ebene für Arbeitsverträge.

## Form
Ein Dienstplanformular sollte übersichtlich und nicht zu klein sein. Wichtig ist, dass die verwendeten Symbole und Abkürzungen eindeutig sind und erläutert werden. Im Dienstplan sollten angegeben werden:
- Vor- und Nachname des Mitarbeiters
- die Qualifikation
- die Sollarbeitszeit (Beschäftigungsgrad, -umfang, auch als Prozentangabe möglich)
- der Nachweis für auszugleichende Feiertage, Mehr- und Überstunden
- der Dienstplanzeitraum sowie der Bereich, für den dieser Plan gilt
- das Erstellungsdatum, die Unterschrift des Erstellenden und die genehmigende Unterschrift des zuständigen Vorgesetzten
- geplanter Dienst (SOLL-Dienste)
- abweichende Dienste (angeordnete Änderungen)
- Abweichungen vom Soll-Plan (IST-Dienste, z. B. in Form der Angabe der zusätzlich gearbeiteten Minuten).

Der Dienstplan ist rechtlich eine Urkunde. Eintragungen und Änderungen müssen zweifelsfrei nachvollziehbar sein. Die Benutzung von Tipp-Ex, Bleistift oder nichtdokumentenechter Tinte ist wegen des Gebotes der Echtheit untersagt. Eine Streichung bis zur Unkenntlichkeit der Daten ist ebenfalls nicht erlaubt.

## Der Dienstplan als Dokumentation und als Grundlage der Abrechnung
Das Dienstplanformular wird häufig auch dafür benutzt, um die tatsächlichen Arbeitszeiten zu dokumentieren und nachzuweisen. Dazu ist erforderlich, dass klar unterschieden werden kann, welche Zeiten geplant waren und welche Arbeitszeiten tatsächlich – ggf. unter Abweichung vom Plan – geleistet wurden. Am Ende des Planungszeitraums erfolgt anhand der tatsächlich gearbeiteten Stunden etwa die Abrechnung von Zeitzuschlägen oder eine Saldierung der Arbeitszeit; bei Gleitzeit kann sich ein Übertrag auf den Folgezeitraum ergeben.